# Ferganá
Ferganá (del ruso: Фергана) es una ciudad y la capital de la provincia de Ferganá en el este de Uzbekistán, límite meridional del valle de Ferganá. Se encuentra a 590 metros sobre el nivel del mar y 420 km al este de Taskent.

## Demografía
Según estimación 2010 contaba con una población de 171 064 habitantes.

## Clima
Ferganá posee un clima desértico según la clasificación climática de Köppen. Los inviernos son fríos con temperaturas medias de −2.8 °C a 4.6 °C en enero, mientras que los veranos son cálidos con temperaturas medias de 20.3 °C a 34.7 °C en julio. Las precipitaciones son escasas, concentrándose en invierno y otoño. 
| Parámetros climáticos promedio de Ferganá (1991-2020) | Parámetros climáticos promedio de Ferganá (1991-2020) | Parámetros climáticos promedio de Ferganá (1991-2020) | Parámetros climáticos promedio de Ferganá (1991-2020) | Parámetros climáticos promedio de Ferganá (1991-2020) | Parámetros climáticos promedio de Ferganá (1991-2020) | Parámetros climáticos promedio de Ferganá (1991-2020) | Parámetros climáticos promedio de Ferganá (1991-2020) | Parámetros climáticos promedio de Ferganá (1991-2020) | Parámetros climáticos promedio de Ferganá (1991-2020) | Parámetros climáticos promedio de Ferganá (1991-2020) | Parámetros climáticos promedio de Ferganá (1991-2020) | Parámetros climáticos promedio de Ferganá (1991-2020) | Parámetros climáticos promedio de Ferganá (1991-2020) |
| Mes                                                   | Ene.                                                  | Feb.                                                  | Mar.                                                  | Abr.                                                  | May.                                                  | Jun.                                                  | Jul.                                                  | Ago.                                                  | Sep.                                                  | Oct.                                                  | Nov.                                                  | Dic.                                                  | Anual                                                 |
| ----------------------------------------------------- | ----------------------------------------------------- | ----------------------------------------------------- | ----------------------------------------------------- | ----------------------------------------------------- | ----------------------------------------------------- | ----------------------------------------------------- | ----------------------------------------------------- | ----------------------------------------------------- | ----------------------------------------------------- | ----------------------------------------------------- | ----------------------------------------------------- | ----------------------------------------------------- | ----------------------------------------------------- |
| Temp. máx. abs. (°C)                                  | 16.3                                                  | 23.1                                                  | 29.0                                                  | 34.4                                                  | 39.2                                                  | 41.3                                                  | 42.2                                                  | 41.4                                                  | 37.1                                                  | 32.6                                                  | 29.0                                                  | 17.6                                                  | 42.2                                                  |
| Temp. máx. media (°C)                                 | 4.8                                                   | 8.0                                                   | 15.4                                                  | 22.5                                                  | 28.1                                                  | 33.2                                                  | 35.1                                                  | 33.9                                                  | 29.2                                                  | 21.4                                                  | 12.9                                                  | 6.3                                                   | 20.9                                                  |
| Temp. media (°C)                                      | 0.5                                                   | 3.2                                                   | 9.9                                                   | 16.3                                                  | 21.4                                                  | 25.9                                                  | 27.8                                                  | 26.3                                                  | 21.2                                                  | 14.1                                                  | 7.1                                                   | 1.9                                                   | 14.6                                                  |
| Temp. mín. media (°C)                                 | -2.6                                                  | -0.5                                                  | 5.3                                                   | 10.6                                                  | 15.0                                                  | 18.7                                                  | 20.6                                                  | 19.1                                                  | 14.3                                                  | 8.4                                                   | 2.8                                                   | -1.2                                                  | 9.2                                                   |
| Temp. mín. abs. (°C)                                  | -25.8                                                 | -25.5                                                 | -17.9                                                 | -4.8                                                  | 1.2                                                   | 7.4                                                   | 10.1                                                  | 7.8                                                   | 0.5                                                   | -7.4                                                  | -22.8                                                 | -27.0                                                 | -27.0                                                 |
| Precipitación total (mm)                              | 16                                                    | 22                                                    | 25                                                    | 23                                                    | 23                                                    | 14                                                    | 5                                                     | 4                                                     | 4                                                     | 14                                                    | 19                                                    | 22                                                    | 191                                                   |
| Nevadas (cm)                                          | 2                                                     | 1                                                     | 0                                                     | 0                                                     | 0                                                     | 0                                                     | 0                                                     | 0                                                     | 0                                                     | 0                                                     | 0                                                     | 1                                                     | 4                                                     |
| Días de lluvias (≥ 1 mm)                              | 4                                                     | 7                                                     | 10                                                    | 10                                                    | 13                                                    | 10                                                    | 8                                                     | 5                                                     | 4                                                     | 6                                                     | 7                                                     | 6                                                     | 90                                                    |
| Días de nevadas (≥ 1 mm)                              | 7                                                     | 5                                                     | 1                                                     | 0.1                                                   | 0.03                                                  | 0.03                                                  | 0.03                                                  | 0                                                     | 0                                                     | 0.3                                                   | 1                                                     | 5                                                     | 19.5                                                  |
| Horas de sol                                          | 106                                                   | 109                                                   | 153                                                   | 205                                                   | 276                                                   | 337                                                   | 362                                                   | 345                                                   | 292                                                   | 218                                                   | 150                                                   | 95                                                    | 2648                                                  |
| Humedad relativa (%)                                  | 81                                                    | 76                                                    | 67                                                    | 61                                                    | 56                                                    | 48                                                    | 48                                                    | 52                                                    | 56                                                    | 66                                                    | 74                                                    | 82                                                    | 63.9                                                  |
| Fuente n.º 1: Погода и климат                         |                                                       |                                                       |                                                       |                                                       |                                                       |                                                       |                                                       |                                                       |                                                       |                                                       |                                                       |                                                       |                                                       |
| Fuente n.º 2: NOAA (sun only, 1961-1990)              |                                                       |                                                       |                                                       |                                                       |                                                       |                                                       |                                                       |                                                       |                                                       |                                                       |                                                       |                                                       |                                                       |

## Deportes
En la ciudad se disputa anualmente, desde 1996 un torneo de tenis correspondiente a la gira del ATP Challenger.